# Закаменський район
Закаменський район (рос. Закаменский район, бур. Захааминай аймаг) — адміністративна одиниця Республіки Бурятія Російської Федерації.
Адміністративний центр — місто Закаменськ.

## Адміністративний поділ
До складу району входять одне міське та 23 сільських поселень:
1. місто Закаменськ
2. Баянгольське сільське поселення, адміністративний центр — с. Баянгол;
3. Бортойське сільське поселення, адміністративний центр — у. Бортой;
4. Бургуйське сільське поселення, адміністративний центр — у. Бургуй;
5. Далахайське сільське поселення, адміністративний центр — у. Далахай;
6. Дутулурське сільське поселення, адміністративний центр — у. Дутулур;
7. Єнгорбойське сільське поселення, адміністративний центр — у. Єнгорбой;
8. Єхе-Цакірське сільське поселення, адміністративний центр — у. Єхе-Цакір;
9. Михайловське сільське поселення, адміністративний центр — с. Михайловка;
10. Милинське сільське поселення, адміністративний центр — у. Мила;
11. Нуртинське сільське поселення, адміністративний центр — у. Нурта;
12. Санагинське сільське поселення, адміністративний центр — у. Санага;
13. Улекчинське сільське поселення, адміністративний центр — у. Улекчин;
14. Улентуйське сільське поселення, адміністративний центр — у. Улентуй;
15. Усть-Бургалтайське сільське поселення, адміністративний центр — у. Усть-Бургалтай;
16. Утатайське сільське поселення, адміністративний центр — у. Утата;
17. Хамнейське сільське поселення, адміністративний центр — с. Хамней;
18. Харацайське сільське поселення, адміністративний центр — с. Харацай;
19. Хуртагинське сільське поселення, адміністративний центр — у. Хуртага;
20. Хужирське сільське поселення, адміністративний центр — у. Хужир;
21. Холтосонське сільське поселення, адміністративний центр — с. Холтосон;
22. Цаган-Моринське сільське поселення, адміністративний центр — у. Цаган-Морин;
23. Цакірське сільське поселення, адміністративний центр — с. Цакір;
24. Шара-Азаргинське сільське поселення, адміністративний центр — у. Шара-Азарга.